# I Pronounce You
"I Pronounce You" är en sång av det brittiska popbandet The Madness, en grupp bildad av fyra av bandet Madness sju medlemmar. 
"I Pronounce You" var deras första av två singlar. Texten skrevs av Lee Thompson, musiken av Chas Smash. Den låg fyra veckor på englandslistan och nådde som bäst en fyrtiofjärde (44) placering.
"I Pronounce You" finns med på albumet The Madness.

## Musikvideon
Musikvideon betalades av medlemmarna själva. Den saknar mycket av den kreativitet och fartfylldhet som Madness videor gjort sig kända och populära för tidigare under 1980-talet. Musikvideon finns med på DVD:n Divine Madness.

## Låtlista
7" vinyl
1. "I Pronounce You" (Lee Thompson, Carl Smyth, Ronnie West) – 4:38
2. "Patience" (Graham McPherson, Smyth) – 3:34

12" vinyl och CD
1. "I Pronounce You" (Thompson, Smyth, West) – 4:38
2. "4BF" (Thompson) – 2:54
3. "Patience" (McPherson, Smyth) – 4:40
4. "11th Hour" (McPherson, Christopher Foreman) – 4:31